# Taksbladet rademos
Taksbladet rademos (Fissidens taxifolius) er et almindeligt mos i Danmark på næringsrig bund, især i skove.
Mosset dannet lave puder af 1-2 cm lange stængler, der ofte er orienteret i samme retning. Bladene er toradede og forneden dobbelte og bådformede. De er fint tandede langs hele randen og mangler randsøm. Ribben er af bladets længde eller udløbende. Taksbladet rademos er pleurokarp i modsætning til f.eks. toprademos (Fissidens bryoides). Sporehuse er ret almindelige.